# Abattoir Blues/The Lyre of Orpheus
Abattoir Blues/The Lyre of Orpheus es el decimotercer álbum de estudio de la banda australiana de rock alternativo Nick Cave & The Bad Seeds, publicado por la compañía discográfica Mute Records en septiembre de 2004. El trabajo es el primer álbum doble del grupo y comprende un total de diecisiete canciones, nueve bajo el título de Abattoir Blues y ocho bajo el de The Lyre of Orpheus.

## Grabación
Abattoir Blues/The Lyre of Orpheus fue el segundo álbum del grupo producido por Nick Launay, después de Nocturama (2003). Grabado en Studio Ferber en París, Francia entre marzo y abril de 2004, Nick Cave utilizó una formación de The Bad Seeds integrada por Mick Harvey, Thomas Wydler, Martyn Casey, Conway Savage, Jim Sclavunos, Warren Ellis y James Johnston. Fue el primer álbum en el que Blixa Bargeld no tocó, siendo reemplazado por el guitarrista y organista británico Johnston, del grupo Gallon Drunk. Según Launay, el álbum fue completado en apenas doce días de sesiones de grabación.
La publicación del álbum fue apoyada por la gira Abattoir Blues Tour, durante la cual el grupo recorrió Europa entre el 2 de noviembre y el 5 de diciembre. En enero de 2007, se publicó The Abattoir Blues Tour, un doble álbum en directo y un DVD de la gira. La última canción de Abattoir Blues/The Lyre of Orpheus, «O Children», fue incluida en el largometraje Harry Potter y las Reliquias de la Muerte: parte 1 (2010). En marzo de 2005, para complementar el éxito del álbum doble, el grupo publicó B-Sides & Rarities, una colección de tres discos y 56 canciones de rarezas, caras B de sencillos y temas publicados previamente en bandas sonoras de películas.

## Lista de canciones
Todas las canciones escritas y compuestas por Nick Cave excepto donde se anota. 
| Abattoir Blues |                                                                                |          |  |
| N.º            | Título                                                                         | Duración |  |
| 1.             | «Get Ready for Love» (Nick Cave, Warren Ellis, Martyn P. Casey, Jim Sclavunos) | 5:05     |  |
| 2.             | «Cannibal's Hymn»                                                              | 4:54     |  |
| 3.             | «Hiding All Away»                                                              | 6:31     |  |
| 4.             | «Messiah Ward»                                                                 | 5:14     |  |
| 5.             | «There She Goes, My Beautiful World»                                           | 5:17     |  |
| 6.             | «Nature Boy» (Cave, Ellis, Casey, Sclavunos)                                   | 4:54     |  |
| 7.             | «Abattoir Blues» (Cave, Ellis)                                                 | 3:58     |  |
| 8.             | «Let the Bells Ring» (Cave, Ellis)                                             | 4:26     |  |
| 9.             | «Fable of the Brown Ape»                                                       | 2:45     |  |
| 43:05          |                                                                                |          |  |

| The Lyre of Orpheus |                                                       |          |  |
| N.º                 | Título                                                | Duración |  |
| 1.                  | «The Lyre of Orpheus» (Cave, Ellis, Casey, Sclavunos) | 5:36     |  |
| 2.                  | «Breathless»                                          | 3:13     |  |
| 3.                  | «Babe, You Turn Me On»                                | 4:21     |  |
| 4.                  | «Easy Money»                                          | 6:43     |  |
| 5.                  | «Supernaturally»                                      | 4:37     |  |
| 6.                  | «Spell» (Cave, Ellis, Casey, Sclavunos)               | 4:25     |  |
| 7.                  | «Carry Me»                                            | 3:37     |  |
| 8.                  | «O Children»                                          | 6:51     |  |
| 39:25               |                                                       |          |  |

## Personal
| Nick Cave & The Bad Seeds - Nick Cave: voz y piano - Mick Harvey: guitarra - Warren Ellis: violín, mandolina, flauta y bouzouki - Martyn P. Casey: bajo - Conway Savage: piano - James Johnston: órgano - Jim Sclavunos: batería (en «Abbattoir Blues») y percusión - Thomas Wydler: batería (en «The Lyre of Orpheus») y percusión Invitados - Åse Bergstrøm: coros - Donovan Lawrence: coros - Geo Onayomake: coros - Lena Palmer: coros - Stephanie Meade: coros - Wendy Rose: coros | Equipo técnico - Nick Cave & The Bad Seeds: producción musical y mezclas - Nick Launay: productor, ingeniero de sonido y mezclas - Lars Fox: editor digital de audio - Ian Cooper: masterización - Tom Hingston: diseño de portada - David Hughes: fotografía - Delphine Ciampi: fotografía |

## Posición en listas
| País              | Lista                        | Posición |
| ----------------- | ---------------------------- | -------- |
| Alemania          | German Albums Chart          | 7        |
| Austria           | Austrian Top 40              | 2        |
| Australia         | Australian ARIA Albums Chart | 5        |
| Bélgica (Flandes) | Belgian Albums Chart (Vl)    | 4        |
| Bélgica (Valonia) | Belgian Albums Chart (Wa)    | 14       |
| Dinamarca         | Danish Albums Chart          | 2        |
| Estados Unidos    | Billboard 200                | 126      |
| Estados Unidos    | Top Heatseekers Albums       | 2        |
| Estados Unidos    | Independent Albums           | 10       |
| Finlandia         | Finnish Albums Chart         | 6        |
| Francia           | French SNEP Albums Chart     | 19       |
| Grecia            | Greek Albums Chart           | 1        |
| Irlanda           | Irish Albums Chart           | 4        |
| Italia            | Italian FIMI Albums Chart    | 3        |
| Nueva Zelanda     | New Zealand RIANZ Top 40     | 11       |
| Noruega           | Norwegian Albums Chart       | 1        |
| Países Bajos      | Dutch Top 100                | 7        |
| Portugal          | Portuguese AFP Albums Chart  | 4        |
| Suecia            | Swedish Albums Chart         | 3        |
| Suiza             | Swiss Hitparade Albums Chart | 12       |
| Reino Unido       | UK Albums Chart              | 11       |

| Año  | Sencillo                                          | Posición | Posición | Posición | Posición | Posición | Posición |
| Año  | Sencillo                                          | ES       | FIN      | GER      | IRL      | ITA      | UK       |
| ---- | ------------------------------------------------- | -------- | -------- | -------- | -------- | -------- | -------- |
| 2004 | «Nature Boy»                                      | —        | 16       | 89       | 43       | 17       | 37       |
| 2004 | «Breathless»/«There She Goes, My Beautiful World» | —        | —        | —        | —        | —        | 45       |
| 2005 | «Get Ready for Love»                              | 20       | —        | —        | —        | —        | 62       |